# 华阴路

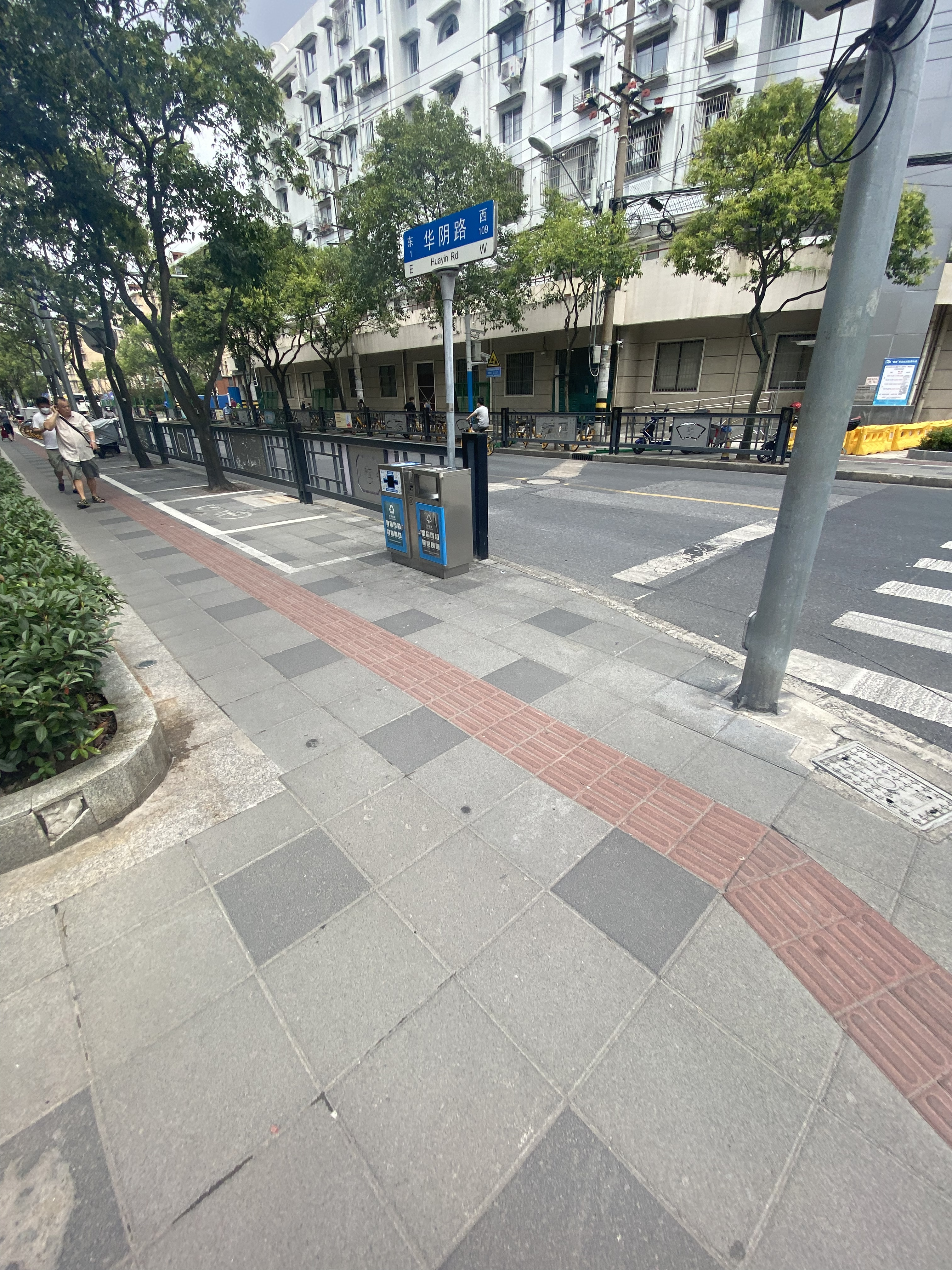
華陰路路牌

华阴路是中華人民共和國上海市普陀區一條道路，西起宜川路，東至滬太路，道路名稱來自於陝西省華陰縣，全長752米，始建於1954年，道路沿途有上海市宜川中學、宜川新村和太山新村。